# Køje
En køje er et sovemøbel. 
De er pladsbesparende og kan være i etager. De findes ofte på skibe, i børneværelser, kaserner og i sommerhuse.
| Vandsport/vandtransport | Spire Denne vandsports- eller vandtransportsartikel er en spire som bør udbygges. Du er velkommen til at hjælpe Wikipedia ved at udvide den. |